# Аскольдове хрещення

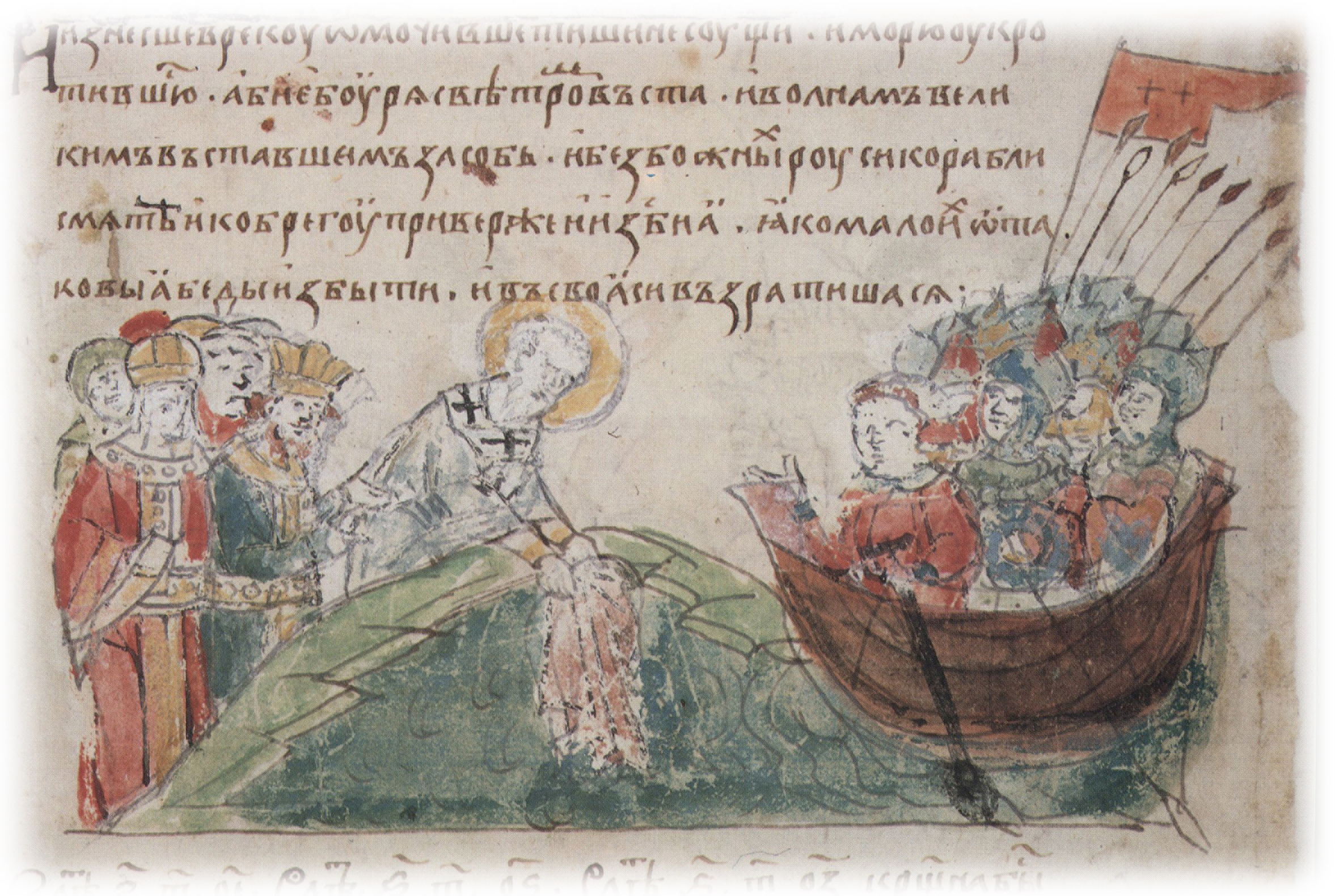
Патріарх Фотій з ризою Богоридиці і кораблі русів

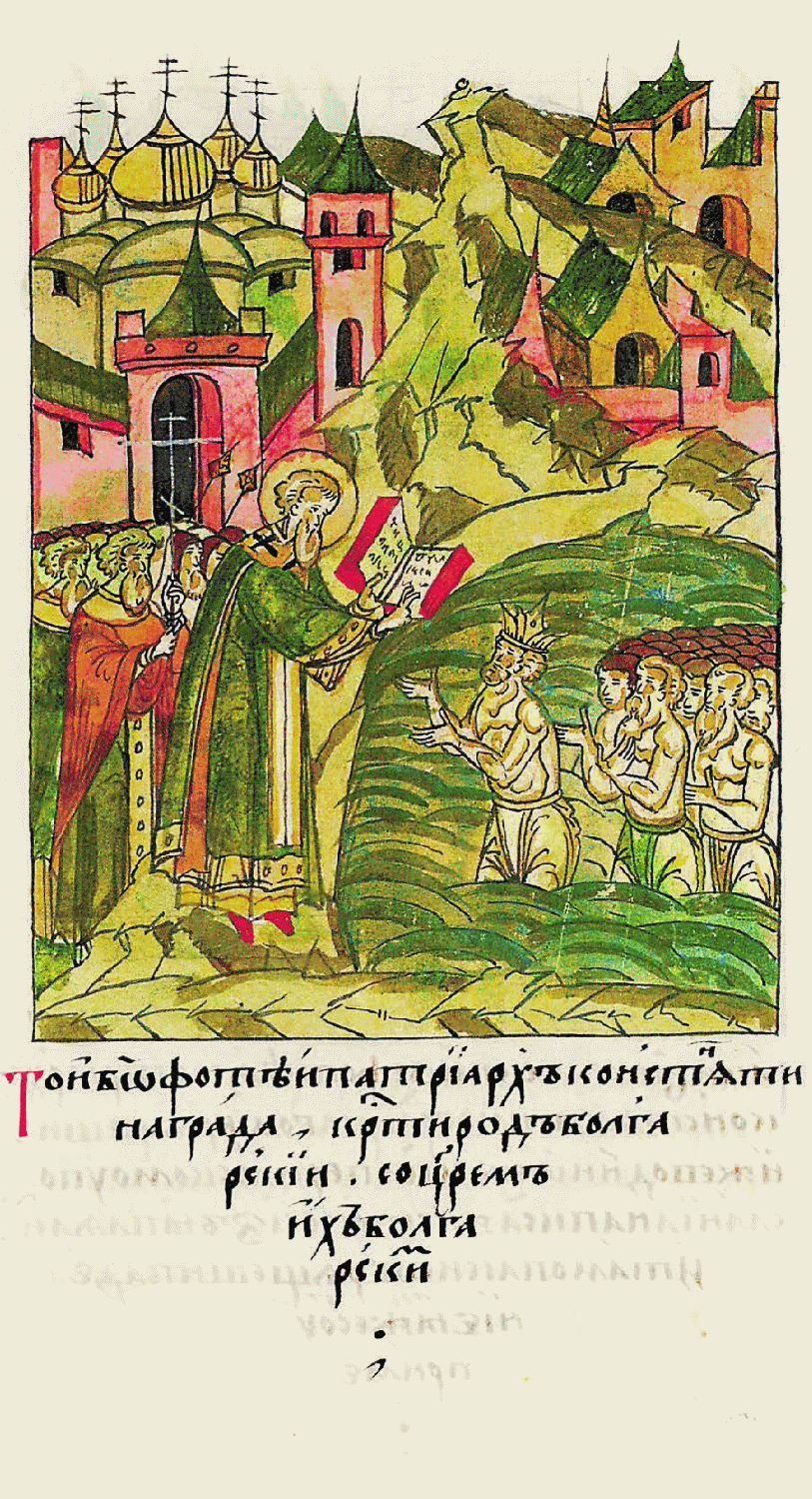
Патрарх Фотій хрестить болгарів

Аскольдове хрещення — прийняття християнства частиною русів у 860-х роках, яка деякими дослідниками пов'язується з іменем князя Аскольда.
 Прихильники цієї концепції іноді називають цю подію
першим етапом процесу християнізації східних слов'ян, який тривав до XI століття. Незважаючи на історичне та культурне значення події, свідчення джерел про неї залишаються уривчастими, непевними і здебільшого непрямими.

## Повідомлення історичних джерел і критика концепції
Найбільш авторитетним джерелом про першу християнізацію русів є енциклічний лист Константинопольського патріарха Фотія (до початку 867 р.). Посилаючись на русько-візантійську війну 860 р., Фотій повідомляє східним патріархам та єпископам, що після звернення булгар до Христа в 863 р., руси настільки ревно наслідували цей приклад, що він вважав розумним послати на їх землю єпископа.
Візантійські історики приписували передбачувану перемогу під час набігу русів на Константинополь у 860 році Богородиці. Це переконання диктувало таку інтерпретацію: вражаючись чудесами, якими вони були свідками під стінами імператорської столиці та скорботні горем, яке спіткало їх, руси відправили послів до Фотія і попросили його послати єпископа до їхньої землі.
Михайло Брайчевський припускав, що обмеженість в перейманні візантійського християнства Аскольдом, його нехтування специфікою слов'янського світобачення призвели до того, що у 882 році новгородський князь Олег, використавши язичницьку опозицію, захопив Київ, а після хрещення Володимира повідомлення про прийняття християнства були викреслені з літописів як такі, що протирічили «Володимировій легенді»
Фотій не називає імені ватажка русів, не згадує Київ і взагалі нечітко локалізує місце проживання охрещених русів. Правителем Києва і очільником походу 860 року Аскольда називають лише руські літописи, укладені через кілька сторіч після подій, але при цьому вони не згадують факт його хрещення. Все це дозволяє критиками концепції «Аскольдового хрещення» називати її штучною конструкцією, надійно не підтвердженою джерелами. Частина істориків, не заперечуючи концепцію «Аскольдового хрещення», уникає при викладі подій тверджень, що прямо не підтверджуються джерелами.
Історик Антон Карташов припускав аскольдове хрещення Русі як правдоподібну гіпотезу у книзі «Очерки по истории русской церкви». Зокрема, він посилався на деякі редакції літописів, згідно з якими наставником князя Володимира був Кирило Філософ, а хрещення Володимир мав прийняти від патріарха Фотія, обидва з яких жили на сторіччя раніше за Володимира за часів Аскольда. Також він звертається до нез'ясованих моментів у біографії митрополита Михаїла. Карташов припускає, що митрополит Михаїл згаданий у Густинському літопису, згідно з яким він поставлений митрополитом на Русь 866 року, і є той самий Михаїл, який пізніше згаданий у Церковному статуті Володимира як перший митрополит за часів князя Володимира. Карташов припускає, що це пов'язано з пізнішим змішуванням пам'яті про перше хрещення у 860-х роках та другим у 988 році.